# Ljus askstyltmal
Ljus askstyltmal (Caloptilia cuculipennella) är en fjäril i familjen Styltmalar (Gracillariidae). Den har normalt en vingbredd på 11 till 13 millimeter. 
Fjärilen förekommer framför allt där det finns gamla välväxta askar. Den lägger sina ägg uppepå trädens blad. 
Ljus askstyltmal har påträffats från England till Turkmenistan. I Norden förekommer ljus askstyltmal i ett bälte från Bergen till Oslofjorden, ett annat bälte från Lolland till östra Skåne, i och kring Stockholms län, på Åland och på Gotland. 